# Carlos Virgílio Távora
Carlos Virgílio Augusto de Moraes Távora (Fortaleza, 3 de agosto de 1955 – Teresina, 19 de novembro de 2000) foi um engenheiro civil e político brasileiro que exerceu três mandatos de deputado federal pelo Ceará.

## Biografia
Filho de Virgílio de Morais Fernandes Távora e Luiza Morais Correia Távora. Engenheiro Civil formado pela Universidade de Brasília em 1981, foi engenheiro de operação da Companhia de Docas do Estado do Ceará. Com o apoio do pai ingressou no PDS e elegeu-se deputado federal em 1982. Nessa legislatura votou contra a emenda Emenda Dante de Oliveira que previa o retorno das eleições diretas para presidente e votou em Paulo Maluf no Colégio Eleitoral. Reeleito em 1986 sofreu a morte do pai em junho de 1988 e em outubro foi um dos signatários da Nova Constituição. Em 1990 conquistou seu terceiro mandato sobretudo pelo apoio de sua mãe que foi candidata a vice-governadora na chapa de Paulo Lustosa. Em 29 de setembro de 1992 votou contra o impeachment do presidente Fernando Collor e no ano seguinte ingressou no PPR, pelo qual ficou numa suplência de deputado federal em 1994.
Foi casado com Juliana Tavares Silva Távora, filha do político piauiense Alberto Silva.